# Sikhong Sekmai
Sikhong Sekmai is een nagar panchayat (plaats) in het district Thoubal van de Indiase staat Manipur. 

## Demografie
Volgens de Indiase volkstelling van 2001 wonen er 6.117 mensen in Sikhong Sekmai, waarvan 49% mannelijk en 51% vrouwelijk is. De plaats heeft een alfabetiseringsgraad van 54%. 